# Sannarpsgymnasiet
Sannarpsgymnasiet är en gymnasieskola i Halmstad. Den är direkt arvtagare till Halmstads högre allmänna läroverk.
Skolan byggdes 1969 i en stil typisk för många svenska skolor från den tiden, med ett brett mittskepp med bibliotek, elevskåp, uppehållsrum, toaletter, aula och matsal. Utmed mittskeppet går det ut vinkelräta korridorer till de olika ämnesområdena. Skolan utsmyckades även rikligt med samtida svensk konst, bland annat den 22 meter långa trärelief Sommarlov av Walter Bengtsson. 
Skolan erbjuder höstterminen 2014 fem olika program: Barn och fritid, Natur, Samhäll, Vård och Omsorg och IB[förklaring behövs]. Därutöver tillhandahåller man även med gymnasiesärskola samt diverse specialiserade idrottsutbildningar. 
Åren 2001-2003 genomgick skolan en omfattande renovering. 

## Tidigare elever i urval
- Niclas Alexandersson
- Lena Andersson
- Lars Danielsson
- Dusan Djuric
- Göran Fritzon
- Carl Fredrik Graf
- Fredrik Ljungberg
- Susanne Ljungskog
- Ika Nord
- Tobias Persson
- Aida Hadžialić
- Samuel Hellström
- Johan Staël von Holstein
- Henrik von Sydow
- Peter Wahlbeck
- Erik Zsiga
- Pontus Ströbaek
- Joakim Nätterqvist
- Laila Bagge
- Sead Haksabanovic

## Kända tidigare lärare
- Janne Carlsson
- Laila Adele
- Sten Fåhré[1]